# Your Latest Trick
„Your Latest Trick“ je skladba britské rockové skupiny Dire Straits, která vyšla na jejich albu Brothers in Arms v roce 1986. Následně se také objevila na koncertním albu On the Night, ve stejném koncertním vydání vyšla též na kompilačním albu Sultans of Swing: The Very Best of Dire Straits, studiová verze se objevila na albu The Best of Dire Straits & Mark Knopfler: Private Investigations.

## Hudba
Randy Brecker hrál na trubku intro na CD verzi, na vinylové se nevyskytuje. Následuje saxofonové intro, které hraje Michael Brecker, v písni se pak vyskytuje i saxofonové sólo, které hraje také on. Chris White hrál na saxofon živě na světových turné Brothers in Arms a On Every Street.
Saxfonové intro bylo použito v tematické hudbě pro hongkongský seriál stanice TVB File of Justice.